# اودوبان (نیواورلئان)
اودوبان (به انگلیسی: Audubon) یک منطقهٔ مسکونی در ایالات متحده آمریکا است که در نیواورلئان واقع شده‌است. اودوبان ۷٬۳۱۹ نفر جمعیت دارد و ۰٫۹۱ متر بالاتر از سطح دریا واقع شده‌است.